# Cleretum lyratifolium
Cleretum lyratifolium är en isörtsväxtart som beskrevs av H.-d. Ihlenfeldt och M. Struck. Cleretum lyratifolium ingår i släktet Cleretum, och familjen isörtsväxter. Inga underarter finns listade i Catalogue of Life.